# Мельник Тамара Михайлівна
Мельник Тамара Михайлівна (нар. 29 грудня 1938)  − українська науковиця, кандидатка юридичних наук, доцентка, політологиня, гендерологиня, громадська активістка.

## Біографія
Народилася 29 грудня 1938 року в місті Києві в сім'ї військовослужбовця. З перших днів війни 1941 року батько пішов на фронт, а вона з мамою і бабусею були евакуйовані в Сталінград, а звідти  в міста Саратов, Перм, а потім вдруге евакуйовані в Алтайський край до міста Рубцовська. Тільки у 1944 році сім'я повернулась до Києва. Після війни батько з сім'єю не проживав.
З 1945—1955 рр. — навчалася в київській жіночій середній школі № 109.
1955 р. — вступила на історико-філософський факультет Київського державного університету імені Т. Г. Шевченка, після  закінчення якого 1960—1964 рр. працювала на громадській роботі в Житомирській області.
1965—1967 рр. — науковий редактор у видавництві НАН України «Наукова думка».
З 1967 по 1971 рр. — науковий  співробітник  Інституту держави і права НАН України.
З 1971 по 1978 рр. — науковий співробітник  Інституту філософії НАН України.
1969—1973 рр. — знову вступила до Київського державного університету імені Т. Г. Шевченка і навчалась на заочному відділенні юридичного факультету.
Захистила  дисертацію на здобуття наукового ступеня кандидата юридичних наук в Московському університеті імені М. В. Ломоносова -1973 р.
1978—1996 рік — доцент кафедри філософії і політології у Національному транспортному університеті (НТУ), раніше Київський автомобільно-дорожній інститут (КАДІ).
У  1990 -ті роки творення незалежної України брала участь у  гендерних перетвореннях в країні.
Про себе говорить як про людину, яка «…бралася я лише за ту роботу, яка, на мій погляд, мала загальнодержавне і загальносуспільне значення, — за розвиток і упорядкування гуманітарної сфери життєдіяльності суспільства. Мене не цікавили дрібні, маловартісні за значимістю питання».

## Діяльність у сфері гендеру
1993—1997 рр. − Голова  Політичної ради Міжнародної організації «Жіноча Громада»: доповідь «Державотворення  як сфера реалізації жінки на порозі  третього тисячоліття» на Міжнародній  науковій конференції «Жінка в державотворенні» (Київ, 29 — 31 травня 1993 року); доповідь на З'їзді Жінок (1994 р.);  доповідь на Міжнародній науково-практичній конференції «Жінка і демократія» (1995 р.); підготовка пропозицій до Верховної Ради України  щодо проекту нової Конституції 1996 року, проведення лекторіїв з питань рівності статей.
З 1997 р. й дотепер − член Ліги жінок-виборців України 50/50.
Учасниця  Четвертої Всесвітньої конференції зі становища жінок (Пекін, 1995 р.) [Архівовано 31 грудня 2018 у Wayback Machine.], Женевської конференції з підсумків виконання  Пекінської конференції (2010 р.) і багатьох міжнародних і національних наукових і науково-практичних конференцій.
1997—2010 рр. −  експертка з гендерних питань  проектів  Програми ПРООН в Україні щодо сприяння гендерній рівності.
2000—2010 р. − радниця з гендерних питань міністра у справах сім'ї, жінок, молоді і спорту України.
1999—2002 рр. − керівниця  Ініціативної гендерної групи [Архівовано 11 травня 2021 у Wayback Machine.], створеної у Верховній Раді України народним депутатом України Ковалко М. П. для підготовки і просування у парламенті вперше в історії України, представленого ним у жовтні 1999 р., в порядку законодавчої ініціативи − законопроекту «Про державні гарантії  рівних прав і можливостей чоловіків та жінок».
Участь в організації  і виступ з основними доповідями на вперше проведених в  історії України Міжнародних науково−практичних конференціях з державно−правових аспектів забезпечення гендерної рівності  в Україні:
листопад 2000 р. − «Рівність чоловіків і жінок в Україні. Правові аспекти», на Міжнародній науково−практичній конференції;
липень  2003 р. − «Міжнародний досвід державного забезпечення рівності жінок та чоловіків» на Міжнародній науково−практичній конференції;
1999—2004 − наукова керівниця першого в Україні проекту «Гендерна експертиза українського законодавства», який здійснювали Гендерне бюро, створене Представництвом ООН в Україні [Архівовано 25 лютого 2019 у Wayback Machine.] [Архівовано 25 лютого 2019 у Wayback Machine.], та Ліга жінок-виборців України 50/50, а також наукова редакторка виданих за результатами цього проекту праць (загалом понад 400 сторінок). Серед них:
- Гендерна експертиза українського законодавства (концептуальні засади) / Відп. Ред. Т. М. Мельник. — К.: Логос, 2001. — 120 с. [Архівовано 22 жовтня 2020 у Wayback Machine.];
- Гендерна експертиза українського законодавства: сутність, необхідність та методологічні основи/ Відп. ред. Т. М. Мельник.  – К.: Логос, 2001. — 46 с. [Архівовано 21 жовтня 2020 у Wayback Machine.];
- Буроменський М. В. Міжнародне право. Гендерна експертиза / Відп. ред. Т. М. Мельник. — К.: Логос, 2001. — 40 с. [Архівовано 9 травня 2021 у Wayback Machine.];
- Олійник А. С. Конституційне законодавство України. Гендерна експертиза / Відп. ред. Т. М. Мельник. — К.: Логос, 2001. — 77 с. [Архівовано 21 жовтня 2020 у Wayback Machine.];
- Болотіна Н. Б. Соціальне законодавство України. Гендерна експертиза/ Відп. ред. Т. М. Мельник. — К.: Логос, 2001. — 82 с.;
- Лаврінчук І. П. Трудове законодавство України. Гендерна експертиза/ Відп. ред. Т. М. Мельник. –  К.: Логос, 2001. — 70 с. [Архівовано 3 квітня 2019 у Wayback Machine.];
- Ромовська З. В. Сімейне законодавство України. Гендерна експертиза / Відп. ред. Т. М. Мельник. — К.: Логос, 2001. — 40 с [Архівовано 18 лютого 2022 у Wayback Machine.];
- Котюк І. І., Костенко О. М.. Кримінальне, кримінально-процесуальне та кримінально-виконавче законодавство України: Ґендерна експертиза/ Відп. ред. Т. М. Мельник. ─ К.: Логос, 2004.

Наукова керівниця групи з написання проектів Національної концепції гендерних перетворень в Україні та Національного плану дій з утвердження гендерної рівності в українському суспільстві на 2006 − 2015 роки, поданих до Міністерства у справах сім'ї, молоді та спорту 2005 року, що їх міністерство поклало в основу вперше ухваленої в Україні гендерної Концепції державної програми з утвердження гендерної рівності в українському суспільстві на 2006 − 2010 роки, схваленої розпорядженням Кабінету Міністрів України від 5 липня 2006 року.
Член авторського колективу першої щорічної державної доповіді «Стан забезпечення гендерної рівності в українському суспільстві» (К., 2007. 223 с.), поданої до Міністерства у справах сім'ї, молоді та спорту.
Голова Наглядової ради Громадської організації «Київський інститут гендерних досліджень» [Архівовано 7 грудня 2017 у Wayback Machine.].
Наукові інтереси: проблеми політичної системи суспільства, взаємодія держави з громадськими об'єднаннями, політико−правові проблеми гендеру.

## Основні публікації
1. Ґендерний аналіз українського суспільства / Наук. ред. Т. М. Мельник. — К.: Програма розвитку ООН, 1999. — 393 с.;
2. Мельник Т. М. Передмова. Гендерна демократія: українська перспектива. Гендерна рівність: правове забезпечення. Державний механізм забезпечення рівних прав і можливостей для жінок і чоловіків. Жінки і чоловіки в політичних партіях України // Ґендерний аналіз українського суспільства / Наук. ред. Т. М. Мельник. — К.: Програма розвитку ООН, 1999. — С. 9–18, 39–90. [Архівовано 21 жовтня 2020 у Wayback Machine.];
3. Політологія. Підручник. — К.: Вища школа, 1998. — С. 65–156, 220—285.;
4. Доповідь: Гендерна  експертиза українського законодавства: важливість і необхідність проведення" — в книзі: «Рівність жінок і чоловіків в Україні: Правові аспекти».: Матеріали Міжнародної науково-практичної конференції. Україна, Київ, 20-21 листопада 2000  року. К, 2001.;
5. Гендерна експертиза українського законодавства (концептуальні засади) / Відп. Ред. Т. М. Мельник. — К.: Логос, 2001. — 120 с. [Архівовано 22 жовтня 2020 у Wayback Machine.];
6. Гендерна експертиза українського законодавства: сутність, необхідність та методологічні основи/ Т. М. Мельник.  – К.: Логос, 2001. — 46 с. [Архівовано 21 жовтня 2020 у Wayback Machine.];
7. Доповідь: Міжнародний досвід  утвердження гендерної рівності  – в книзі: «Міжнародний досвід  державного забезпечення рівності жінок і чоловіків». Матеріали міжнародної конференції. Україна, Київ, 30 червня — 1 липня 2003 року. К., 2003.;
8. Гендерний розвиток в Україні: реалії і перспективи / Т. Мельник, Л. Лобанова, Т. Ніколаєнко та ін. — К.: Програма розвитку ООН, 2003. — 104 с. [Архівовано 13 травня 2021 у Wayback Machine.];
9. Мельник Т. М. Міжнародний досвід гендерних перетворень. — К.: Логос, 2004. — 320 с.;
10. Мельник Т. М. Ґендер як наука та навчальна дисципліна; Гендер у політиці; Правові аспекти гендеру // Основи теорії ґендеру: Навч. посіб. / Відп. ред. М. М. Скорик. — К.: К. І.С., 2004. — С. 10–29, 219—265, 283—326. [Архівовано 23 квітня 2019 у Wayback Machine.];
11. Мельник Т. М., Кобелянська Л. С. 50/50 Сучасне гендерне мислення: Словник. — К.: К. І.С., 2005. — 280 с. [Архівовано 18 лютого 2022 у Wayback Machine.];
12. Гендерні перетворення в Україні. — К.: Програма ПРООН, 2007. — С. 6–74. [Архівовано 5 квітня 2022 у Wayback Machine.];
13. Мельник Т. М. Творення суспільства ґендерної рівності: міжнародний досвід. Закони зарубіжних країн з ґендерної рівності. — 2-ге доп. вид. — К.: Стилос, 2010. — 437 с.;
14. Melnyk T. Creating the society of gender equality: international experience. Laws of foreign countries on gender equality. — K., 2012. — 425 с [Архівовано 26 березня 2022 у Wayback Machine.] [Архівовано 26 березня 2022 у Wayback Machine.].